# Nanitic
Nanitic ist ein fiktionaler kanadischer Kurzfilm unter der Regie von Carol Nguyen aus dem Jahr 2022. Die Weltpremiere fand im September 2022 auf dem Toronto International Film Festival statt, am 18. Februar 2023 auf der Berlinale die internationale Premiere in der Sektion Generation.

## Handlung
Der Film gibt einen feinfühligen Einblick in eine vietnamesisch-kanadische Familie mit drei Generationen als Mikrokosmos. Die neunjährige Trang, ihre Tante und andere Familienmitglieder sind für die Großmutter da, die im Sterben liegt. Jedes Mitglied hat eine wichtige Aufgabe, ähnlich wie in einer Ameisenkolonie.
Nanitics bezeichnet die erste Generation von Ameisen, die in der Gründungskammer einer neuen Ameisenkolonie ohne Nahrungsaufnahme produziert wird. Diese Generation ist wegen der Lebensbedingungen dort oft unterernährt und besonders klein.

## Produktion

### Filmstab
Regie führte Carol Nguyen, von der auch das Drehbuch stammt. Für den Schnitt war sie ebenfalls verantwortlich. Die Kameraführung lag in den Händen von Alexandre Nour-Desjardins.
In wichtigen Rollen sind DJ Express, Kylie Le, Van Pham, Ly Pham, Dam Nguyen und Eve Sevigny zu sehen.

### Produktion und Förderungen
Produziert wurde der Film von Marie Lytwyknuk und Carol Nguyen.

### Dreharbeiten und Veröffentlichung
Der Film feierte am 8. September 2022 seine Weltpremiere auf dem Toronto International Film Festival 2022. Am 18. Februar 2023 folgte auf der Berlinale die internationale Premiere in der Sektion Generation.
Der Vertrieb liegt in den Händen von Travelling, les films qui voyagent.

## Auszeichnungen und Nominierungen
- Toronto International Film Festival: Share Her Journey Award,[3] Canada Top Ten 2022[4]
- Vancouver International Film Festival: Official Selection 2022
- Festival du nouveau cinéma: Sélection officielle 2022
- 2023: Internationale Filmfestspiele Berlin